# 钱库镇
钱库镇，隶属于浙江省温州市苍南县，地处苍南县东北部，东临龙港市，东南连金乡镇，南接赤溪镇，西邻藻溪镇，北与龙港市、宜山镇接壤，东北仍连接龙港市，行政区域面积62.86平方千米。截至2019年末，钱库镇辖区户籍人口10.69万人。 
1984年2月，改称钱库镇，隶属苍南县。截至2024年10月，钱库镇下辖6个社区、47个行政村，镇人民政府驻东西街社区。

## 历史沿革
早在后汉乾祐年间（公元948－950年），吴越王钱弘俶曾在这里设立库司，征收当地茶、盐、棉、绢等税，且规模较大，分门别类存放，始有“前库”等称呼，民国初年建立钱库区，始称“钱库”。
清代属二十二都，民国初年建立钱库区，隶属宜山区管辖。
1950年，归属金乡区。
1954年8月，成立钱库区。
1956年1月，划归宜山区。
1958年9月，成立生产大队，改称钱库生产大队。
1961年，生产大队改称公社，成立钱库人民公社。
1984年2月，平阳与苍南分县，钱库镇归属苍南县。
1992年，撤销陈东、项桥、夏口3个乡并入钱库镇。
2008年，全镇面积20.8平方千米，人口6.62万人，辖40个行政村。
2011年4月，撤销苍南县望里镇，括山、仙居、新安3个乡并入钱库镇，钱库辖7个居民区、114个行政村。
2016年1月，望里社区从钱库镇析出，恢复镇制，钱库镇辖4个居民区、90个行政村，人口13.3万。
2019年，钱库镇面积62.89平方公里，下辖6个社区，7个片区共47个行政村。

## 行政区划
钱库镇下辖以下村级行政区划单位：
东街社区、西街社区、兴华社区、兴中社区、东西街村、车头村、垟西村、垟东村、垟南村、垟北村、垟中村、三西村、三东村、金家垟村、黄判桥村、倪处村、横街村、金处村、三秀桥村、陈东村、陈南村、陈西村、西堡村、苏家堡村、夏口村、前吴村、蔡里村、彭家礁村、河家埭村、前官村、后官村、陡门底村、章均垟村、李家车村、山下村、林家塔村、桐桥村、李前村、李后村、孙家河村、项东村、项西村、小河川底村、后谢村、安居村、李家垟头村、湖广店村、神宫桥村、木桥头村、仙平村、朱家斗村、翁处村、雅后村、雅店桥村、雅前村、柘园村、龙船埩村、河西岸村、十二岱村、东社村、小云兜村、金龙村、西谢村、新社村、路边村、大云兜村、东浃头村、玉龙村、管店村、大树下村、大河川底村、廖家垟村、鉴桥村、塔头村、塔前村、山北村、陈鉴垟村、将军村、南垟村、小陈家堡村、西张庄村、东张庄村、蔡家堡村、下汤村、新岙村、尤家园村、大庄村、河西村、斜路村、岭脚村、西括村、东括底村、龙山村和丰山村。